# Герион (гора)
Гора Герион (англ. Mount Geryon) расположена в национальном парке Крейдл-Маунтин — Лейк-Сент-Клэр, находящемся на территории острова (и одноимённого штата) Тасмания, входящего в состав Австралии. Этот парк является частью территории, называемой «Дикая природа Тасмании» (англ. Tasmanian Wilderness), являющейся объектом Всемирного наследия ЮНЕСКО.

## География
Высота горы Герион — 1520 м (по другим данным, 1509 м) над уровнем моря. Она является частью горной гряды Дьюкейн (Du Cane Range), к которой также относятся горы Акрополис (The Acropolis, 1481 м, примерно в 1 км южнее Гериона) и Массиф (Mount Massif, 1514 м, примерно в 2 км севернее Гериона).
Примерно в 7 км севернее горы Герион находится гора Осса (1617 м) — высшая точка Тасмании.

## Туристские маршруты
Недалеко от горы Герион проходит один из самых популярных в Австралии пеших туристских маршрутов — многодневный маршрут Overland Track длиной около 70 км, южное окончание которого находится у озера Сент-Клэр, а северное — у горы Крейдл.
От основного маршрута по ответвляющейся тропе можно подойти к склону горы Герион. Существует ряд скалолазных маршрутов по восточному и западному склонам горы, но все они требуют значительной технической подготовки. Существуют опубликованные путеводители, а также отчёты о восхождениях.

## Соседние горы
- Осса
- Барн-Блафф
- Крейдл
- Пелион-Уэст
- Пелион-Ист
- Катидрал
- Акрополис
- Рогуна

## Фотогалерея
|  |  |